# 孙维本
孙维本（1928年11月19日—2020年12月18日），辽宁营口人，中华人民共和国政治人物。
1947年入党。1961年，担任任中共辽宁省西丰县委书记，中共辽宁省开原县委书记。1970年，改任法库县委副书记、西丰县委书记。1976年，任铁岭地委书记。1982年，升任辽宁省委书记。1985年，升任中共黑龙江省委书记。1988年，兼任黑龙江省人大常委会主任。2008年起担任全国人大代表。
2020年12月18日在哈尔滨病逝。